# Amerikaanse congresverkiezingen 2014
De Amerikaanse congresverkiezingen van 2014 werden gehouden op 4 november 2014. Het zijn verkiezingen voor het Amerikaans Congres. In totaal werden alle 435 leden van het Amerikaans Huis van Afgevaardigden gekozen, en 1/3 van de Amerikaanse Senaat (de Class II senatoren). De verkiezingen vonden plaats op dezelfde dag als gouverneursverkiezingen in 46 staten. Het zijn de tweede verkiezingen sinds de volkstelling van 2010, wat heeft geleid tot een herindeling van een aantal districten.

## Verkiezingen in het Huis van Afgevaardigden

### Huidige samenstelling
| Partij               | Zetels 2010-2012 | Zetels 2012-2014 |
| -------------------- | ---------------- | ---------------- |
| Republikeinse Partij | 242              | 234              |
| Democratische Partij | 193              | 201              |

## Verkiezingen in de Senaat
De gekozen Class II senatoren zullen een termijn van 6 jaar uitzitten, dus van 3 januari 2015 tot en met 3 januari 2021. 

### Huidige samenstelling
| Partij               | Zetels 2010-2012 | Zetels 2012-2014 |
| -------------------- | ---------------- | ---------------- |
| Democratische Partij | 51               | 53               |
| Republikeinse Partij | 47               | 45               |